# Union Island
Union Island è una delle isole principali dell'arcipelago delle Grenadine. Situata nelle piccole Antille, tra l'isola di Saint-Vincent a nord e Grenada a sud. Amministrativamente fa parte dello Stato di Saint Vincent e Grenadine, nella parrocchia delle Grenadine.
Il centro abitato principale è Clifton.

## Storia
Union Island fu inizialmente abitata da popolazioni amerindie Arawak e Caribe. Dal XVIII secolo divenne un centro agricolo nelle mani di inglesi e francesi, che vi importarono schiavi africani, perlopiù da Camerun e Angola. La popolazione dell'isola era in quel tempo di 5 000 abitanti.
Dopo l'abolizione della schiavitù, la popolazione (accresciuta da esuli europei) si dedicò a allevamento, agricoltura di sussistenza e pesca.
Nel luglio del 2024, l'isola è stata devastata da Beryl, un uragano estremamente potente, lasciando la maggior parte dei residenti dell'isola senza casa e gran parte delle sue infrastrutture in rovina.

## Geografia
L'isola è di origine vulcanica (come dimostra la sua forma) ed è soprannominata Tahiti delle Antille. La superficie è lunga 5 km e larga 2. I due centri abitati principali, Clifton e Ashton, si trovano sulla costa meridionale, protetta dalla barriera corallina.
Attorno a Union Island si trovano le isole di Mayreau e Tobago Cays (a nord-ovest), Petit Saint Vincent, Frigate Island e Palm Island.
Il punto più alto dell'isola è il Mont Parnasse, che arriva a 300 m s.l.m. di quota.

## Economia
L'attività principale dell'isola è il turismo: sull'isola sorgono tre alberghi.

## Trasporti
L'aeroporto di Union Island è servito da voli di linea da e per alcune isole vicine.